# Anthurium warocqueanum
Anthurium warocqueanum là một loài thực vật có hoa trong họ Ráy (Araceae). Loài này được T.Moore miêu tả khoa học đầu tiên năm 1878.